# „Widzę Ciebie Warszawo sprzed laty...”
„Widzę Ciebie Warszawo sprzed laty...” − polski film dokumentalny z 2000 w reżyserii Aliny Czerniakowskiej.
W filmie przedstawione zostały liczne materiały filmowe, archiwalne i współczesne, ukazujące ulicę Marszałkowską w Warszawie. Autorka odwiedziła z kamerą mieszkanie pasjonatów historii stolicy Zdzisława Paprockiego i Aleksandry Zawieruszanki. We fragmentach przedwojennych filmów pojawiają się: Tadeusz Faliszewski, Loda Halama, Aleksander Żabczyński, Hanka Ordonówna, Fryderyk Jarossy, Lena Żelichowska. Reżyserka poddaje surowej ocenie transformacje urbanistyczne śródmieścia warszawskiego po II wojnie światowej. Wyburzenie szeregu kamienic uznała za zamach na przedwojenny stylu i ducha. W filmie ukazane zostały materiały ikonograficzne Domu Literatury w Warszawie w wyborze Ewy Gisges-Zwierzchowskiej. Narrator czytał fragmenty książek varsavianistów: Korzenie miasta Jerzego Kasprzyckiego, Marszałkowska Stanisława Herbsta, Warszawa nie odbudowana Jerzego Majewskiego i Tomasza Markiewicza, Rody starej Warszawy Tadeusza Świątka.